# Dichopetala emarginata
Dichopetala emarginata är en insektsart som beskrevs av Brunner von Wattenwyl 1878. Dichopetala emarginata ingår i släktet Dichopetala och familjen vårtbitare. Inga underarter finns listade i Catalogue of Life.